# Хідзі-хан

Мон роду Кіносіта

Хідзі-хан (яп. 日出藩, ひじはん) — хан в Японії, у провінції Бунґо, регіоні Кюсю.

## Короткі відомості
- Адміністративний центр: містечко Хідзі повіту Хаямі[1] (сучасне містечко Хідзі префектури Ойта).

- Дохід: 25 000 коку.

- Управлявся родом Кіносіта, що належав до тодзама і мав статус володаря замку (城主). Голови роду мали право бути присутніми у вербовій залі сьоґуна.

- Ліквідований в 1871.

## Правителі
| №  | Ім'я               | Ім'я     | Роки        | Ранг, титул         | Примітки                        |
| -- | ------------------ | -------- | ----------- | ------------------- | ------------------------------- |
| 1  | Кіносіта Нобутосі  | 木下延俊 | 1600 — 1642 | 従五位下 右衛門大夫 | Третій син Кіносіти Ієсади      |
| 2  | Кіносіта Тосіхару  | 木下俊治 | 1642 — 1661 | 従五位下 伊賀守     | Син Кіносіти Нобутосі           |
| 3  | Кіносіта Тосінаґа  | 木下俊長 | 1661 — 1707 | 従五位下 右衛門大夫 | Сьомий син Кіносіти Тосіхару    |
| 4  | Кіносіта Тосікадзу | 木下俊量 | 1707 — 1729 | 従五位下 式部少輔   | Третій син Кіносіти Тосінаґи    |
| 5  | Кіносіта Тосіарі   | 木下俊在 | 1729 — 1731 | 従五位下 伊賀守     | Шостий син Кіносіти Тосікадзу   |
| 6  | Кіносіта Тосіясу   | 木下俊保 | 1731 — 1738 | 従五位下 和泉守     | Четвертий син Кіносіти Тосінаґи |
| 7  | Кіносіта Тосітеру  | 木下俊監 | 1738 — 1741 | —                   | Восьмий син Кіносіти Тосікадзу  |
| 8  | Кіносіта Тосійосі  | 木下俊能 | 1741 — 1748 | 従五位下 式部少輔   | Дев'ятий син Кіносіти Тосікадзу |
| 9  | Кіносіта Тосіясу   | 木下俊泰 | 1748 — 1768 | 従五位下 大和守     | Десятий син Кіносіти Тосікадзу  |
| 10 | Кіносіта Тосітане  | 木下俊胤 | 1768 — 1776 | 従五位下 左衛門佐   | Шостий син Тоди Тадамі          |
| 11 | Кіносіта Тосімаса  | 木下俊懋 | 1776 — 1810 | 従五位下 主計頭     | Син Кіносіти Тосітане           |
| 12 | Кіносіта Тосійосі  | 木下俊良 | 1810 — 1815 | 従五位下 佐渡守     | Син Кіносіти Тосімаси           |
| 13 | Кіносіта Тосіацу   | 木下俊敦 | 1815 — 1847 | 従五位下 大和守     | Десятий син Кіносіти Тосімаси   |
| 14 | Кіносіта Тосіката  | 木下俊方 | 1847 — 1854 | 従五位下 主計頭     | Другий син Кіносіти Тосіацу     |
| 15 | Кіносіта Тосінорі  | 木下俊程 | 1854 — 1867 | 従五位下 飛騨守     | П'ятий син Кіносіти Тосіацу     |
| 16 | Кіносіта Тосійосі  | 木下俊愿 | 1867 — 1871 | 従五位下 大和守     | Сьомий син Кіносіти Тосіацу     |